# Кручений м'яч
Кручений м'яч (англ. Trouble with the Curve) — американська драма 2012 року режисера Роберта Лоренца.

## Сюжет
Гас Лоубел — літній бейсбольний скаут клубу «Атланта Брейвз». Його кращі роки вже далеко позаду, але ніхто не розуміється на цій грі ліпше за нього. Власне тому до думки Гаса прислуховуються його колеги та інші скаути. Проте він помічає, що зір починає підводити його. Він буквально сліпне, хоча тримає це в таємниці. Навіть донці Мікі, яка претендує на партнерство в юридичній компанії, Гас нічого не каже. Ситуація ускладнюється тим, що контракт Лоубела добігає кінця через кілька місяців, а його продовження залежить від вдалої роботи скаута. Наразі Гас має вирушати в Північну Кароліну, щоб спостерігати за виступами місцевої зірки Бо Джентрі.
Керівник відділу скаутів Піт підозрює, що з Гасом щось не так, тому особисто звертається до Мікі і просить її взяти невеличку відпустку на роботі, щоб та могла провести час з батьком, незважаючи на складні відносини між ними. Спочатку донька Гаса відмовляється, але пізніше приїжджає в Північну Кароліну, роблячи батьку сюрприз. Також тут знаходиться скаут від «Бостон Ред Сокс» Джонні. Він добре знайомий з Гасом і в минулому грав за його команду, проте травма змусила хлопця завершити карьеру. Джонні також спостерігає за Бо Джентрі, хоча насправді готується до роботи коментатором.
В ході поїздки Мікі дізнається про проблеми зі здоров'ям у батька, але той уникає серйозної розмови з донькою. Більше того, Гас відчуває провину перед нею за роки дитинства...

## У ролях
| Актор              | Роль            |
| ------------------ | --------------- |
| Клінт Іствуд       | Гас             |
| Джастін Тімберлейк | Джонні          |
| Емі Адамс          | Мікі            |
| Джон Гудмен        | Піт Кляйн       |
| Боб Ґантон         | Вотсон          |
| Меттью Ліллард     | Філіп Сандерсон |
| Роберт Патрік      | Вінс            |
| Челсі Росс         | Смітті          |
| Джордж Вайнер      | Розенблюм       |
| Ед Лотер           | Макс            |
| Скотт Іствуд       | Біллі Кларк     |